# ひだまり (ゲーム)
『ひだまり』は、2006年5月26日にAXL（アクセル）から発売された18禁恋愛アドベンチャーゲーム。AXLの第1弾作品である。
物語の前半はほのぼのとした明るい雰囲気の話であるが、物語が進行していくとそれまでの明るい雰囲気とは一変してホラーな雰囲気の話となっていく。

## あらすじ
門松浩平は学生であると同時に、アパート『平和荘』の大家でもあった。彼は幽霊が見えるという特殊能力を持っており、死してなお幽霊となった両親と同居していた。
一方、このアパートは呪われていると噂され、住人が減少の一途を辿っていた。そして、冬休み最後の日、ついには最後の住人に逃げられてしまい、アパートには浩平と幼馴染の早乙女遥だけが残されてしまう。
そんなある日、浩平のクラスにお嬢様の大宗路有希が転校してきた。浩は、彼女とそのメイド如月亜佳莉の背後に、幽霊がついているのを見る。

### エンディング
個別エンディングは以下の通り。なお、有希ルート、亜佳莉ルート、遙ルートではそれぞれバッドエンディングが存在する。また、これとは別にアパートが崩壊する汎用バッドエンドが存在する。
遙ルート
ある日遙は猫を連れてくるが、その猫には悪霊が取り憑いていた。そして、遙本人も操られるが、最終的にはこの悪霊を追い払うことに成功する。
亜佳莉ルート
浩平と恋仲になった亜佳莉は幽霊嫌いを克服し悪霊を追い払う。その後有希にメイドを解雇された亜佳莉は、浩平と共に生きる道を選ぶ。
弥生ルート
死して有希に取り憑いていたと思っていた弥生が実は生きていたことが判明する（実際は幽体離脱だった）。復活した弥生は平和荘に起こる異変の調査を協力して行う中で、浩平と恋人同士になる。
沙希ルート
前半は沙希の成仏の手段探し、後半は悪霊との戦いがメイン。自身を道連れに悪霊を強制的に成仏させるが、グッドエンドでは浩平の両親の幽霊が代わりに消え、沙希は平和荘の守護霊としてこの世に残る。
有希ルート
沙希との別れを経験した有希は、浩平と恋人同士になる。有希に取り憑いてた沙希がいなくなったことで、悪霊に狙われることとなった有希だが、浩平の励ましや浩平の両親の力を借りてこれを撃退する。

## 登場人物

### メインキャラクター
門松浩平（かどまつ こうへい）
本編の主人公。平和荘の大家で学生。幽霊が見えるという能力を持つ。
大宗路有希（だいそうじ ゆき）
声：風音
身長：148cm
体格：B:77cm、W:56cm、H:79cm
浩平のクラスにやってきた転校生で、わがままなお嬢様。弥生と沙希の除霊のため平和荘に住むことになる。
桧林弥生（くればやし やよい）
声：青山ゆかり
身長：152cm
体格：B:78cm、W:57cm、H:80cm
有希をライバル視する幽霊。有希に憑依している。
大宗路沙希（だいそうじ さき）
声：まきいづみ
身長：148cm
体格：B:77cm、W:56cm、H:79cm
有希の双子の姉で故人。弥生と同様、有希に憑依している。
早乙女遙（さおとめ はるか）
声：羽沢月乃
身長：156cm
体格：B:78cm、W:58cm、H:83cm
平和荘の住人で、浩平とは幼なじみ。
如月亜佳莉（きさらぎ あかり）
声：一色ヒカル
身長：162cm
体格：B:88cm、W:58cm、H:85cm
有希と同じ年の大宗路家のメイド。幽霊が苦手。

### サブキャラクター
琴吹奈々子（ことぶき ななこ）
声：七原ことみ
身長：155cm
体格：B:87cm、W:58cm、H:86cm
平和荘の近くの神社で働いているアルバイト巫女。
日野俊明（ひの としあき）
声：保村真
浩平のクラスメイトで、帰国子女。
聖川小夜子（ひじりかわ さよこ）
声：如月葵
身長：168cm
体格：B:85cm、W:58cm、H:85cm
平和荘に新たに入居した住人。派遣会社に勤める。
悪霊（あくりょう）
声：北山幸二

門松桜子（かどまつ さくらこ）
声：大福子
浩平の母親で故人。平和荘の地縛霊となっている。
門松一郎（かどまつ いちろう）
声：古賀寛之
浩平の父親で故人。平和荘の地縛霊となっている。

## スタッフ
- イラストレータ・原画：瀬之本久史
- シナリオ：長谷川藍
- サウンド:PELVISMUSIC inc

## 主題歌
主題歌「Sunny Day,Sunny Place」
作詞：松宮豊 / 作・編曲：金子“きんさん”剛 / 歌：真理絵
エンディング曲「花色春風」
作詞：松宮豊 / 作・編曲：金子“きんさん”剛 / 歌：真理絵
「Sunny Day,Sunny Place」はオープニングに使われているショートバージョンがAXL公式サイトから無料でダウンロードできる他、GWAVEによる美少女ゲームの主題歌を集めたコンピレーションアルバムである『GWAVE2006 1st Strike』にもロングバージョンが収録されている。
またゲームの予約特典として配布されたスペシャルディスクには「Sunny Day,Sunny Place」と「花色春風」両曲のロングバージョーンやカラオケも収録された。また、AXLの各作品の楽曲が収録されたAXLボーカルソング集『Full throttle』にも両曲のロングバージョンとリミックスバージョン収録されている。

## 開発
AXLのスタッフがアダルトゲーム雑誌「メガストア」に寄せたコメントによると、本作の開発は前作『チュートリアルサマー』から休みなく突入したとされている。
スタッフは、開発を続けると同時に、不足した部分やユーザーの感想からくみ取ったものを詰め込むのに苦労したと振り返っている。
また、本作にて初めてSDが導入された。